# Baraki (Algeria)
Baraki (în arabă براقي) este o comună din provincia Alger, Algeria.
Populația comunei este de 116.375 de locuitori (2008).